# Epos (statek-biblioteka)
Epos – bezpłatna pływająca biblioteka działająca od 1959 roku w okręgach Hordaland, Sogn og Fjordane i Møre og Romsdal w Norwegii.

## Historia
Zaopatrywanie mieszkańców w książki z wykorzystaniem statków rozpoczęto się w 1959 roku. Statek Epos został zbudowany w Oma Yard na zamówienie i oddany do użytku w 1963 roku. Ma 24 metry długości i był (do 2021 roku) własnością Vinnes Skyssbåtservice. Jako statek–biblioteka 2 razy w roku odwiedzał małe miejscowości w trzech norweskich okręgach Hordaland, Sogn og Fjordane i Møre og Romsdal. Zatrzymywał się w około 50 miejscach wypożyczając w ciągu tygodnia książki, a popołudniami i w weekendy na statku organizowano imprezy kulturalne dla dorosłych i rodzin z dziećmi. Na statku znajdowała się kolekcja 26 tysięcy woluminów, a jego podróż trwała 126 dni w roku. 
Wielokrotnie podejmowano decyzję o zakończeniu projektu. Tak było w 2015 roku, gdy prowadzono wyprzedaż zgromadzonych książek, ponieważ okręg Sogn og Fjordane wycofał swoje wsparcie. W 2019 roku wsparcie wycofał okręg Møre og Romsdal. Decyzję o likwidacji podjęto również 2020 roku. Statek wyruszył w podróż w lutym 2020 roku. Planowano, że podczas 23 dniowej podróży odwiedzi 51 miejsc, jednak z powodu pandemii Covid 2019 zakończył podróż 12 marca.  
Aby statek mógł ponownie ruszyć w podróż jesienią 2021 roku konieczne było porozumienie 26 okręgów i wsparcie fundacji Fritt Ord, CentrumBbibliotecznego (Biblioteksentralen), Stowarzyszenia Bibliotekarzy(Bibliotekarforbundet), Norweskiego Stowarzyszenia Wydawców (Forleggerforeningen) i Rady Kultury (Kulturrådet). Przygotowano projekt Det Flytande Litteraturhuset w ramach którego, oprócz tradycyjnego wypożyczania książek zaplanowano w 44 miejscach 88 wydarzeń kulturalno–literackich. Program realizowano od września do listopada 2021 roku. Statek rozpoczął swoją podróż na wyspie Ramsøy w gminie Askøy  i zakończył w gminie Alver w okręgu Vestland.